# خنفساء فضية لامعة
الخنفساء الفضية اللامعة أو كريسينا ليمباتا، الاسم بالإنجليزية المستمد من اللاتينية (Chrysina limbata) هي نوع من خنافس الجعليات، تعيش فقط في الغابات متوسطة الارتفاع في كوستاريكا وغرب بنما. تنتمي إلى جنس كرسينيا ضمن الفصيلة الفرعية Rutelina (خنافس الأوراق اللامعة)، وتشتهر بلونها الفضي العاكس والمعدني.